# Ondata di freddo del marzo 1949
L'ondata di freddo del marzo 1949 caratterizzò in modo insolito lo scenario meteorologico dell'Italia e di parte dell'Europa nel corso del mese di marzo dell'anno 1949.
La parte più cruenta dell'evento si verificò nel corso della prima decade del mese, quando in Italia su gran parte delle regioni meridionali e delle regioni del medio versante adriatico la neve cadde fino alle pianure e alle aree costiere, mentre su quasi tutto il territorio nazionale si verificavano gelate diffuse che in molte aree sono risultate tra le più intense della storia per il mese di marzo. Notevoli ed insolite, infatti, furono le temperature minime che furono registrate in quel periodo, quando in varie stazioni meteorologiche ufficiali furono registrati i valori minimi storici per il mese di marzo e, in alcune di esse, perfino i valori minimi assoluti da quando vengono effettuate le registrazioni termometriche.
In Croazia lo storico osservatorio meteorologico dell'isola di Lesina con -4,6 °C faceva registrare il proprio record di temperatura minima mensile.
In Veneto la stazione meteorologica di Verona Villafranca registrò il giorno 5 il record mensile di -10,4 °C, mentre in Piemonte nella stessa giornata la stazione meteorologica di Mondovì con -8,4 °C stabilì anch'essa il record mensile.
In Toscana tra i record del 5 marzo sono da segnalare i seguenti record mensili: i -11,6 °C alla stazione meteorologica di Firenze Peretola, i -8,6 °C alla stazione meteorologica di Firenze Ximeniano, i -8,4 °C alla stazione meteorologica di Pisa Facoltà di Agraria e i -8,0 °C alla stazione meteorologica di Grosseto Centro., mentre in Corsica la stazione meteorologica di Bastia stabilì il record mensile di -3,8 °C.
In Abruzzo la stazione meteorologica di Campo Imperatore il giorno 5 fece registrare il record mensile di -23,4 °C, mentre In Puglia il giorno 6 la stazione meteorologica di Bari Palese scese ad una temperatura minima di -5,4 °C e contemporaneamente lo storico osservatorio meteorologico cittadino toccò i -3,2 °C: entrambe le stazioni del capoluogo pugliese fecero registrare così il loro rispettivo record mensile.
In Sicilia furono registrati i record di temperatura minima assoluta di -7,0 °C alla stazione meteorologica di Enna, di -0,3 °C alla stazione meteorologica di Palermo Boccadifalco, di -0,2 °C alla stazione meteorologica di Messina e di 0,0 °C alla stazione meteorologica di Cozzo Spadaro, mentre in Sardegna furono notevoli i record mensili di -2,7 °C alla stazione meteorologica di Capo Caccia e di -0,8 °C alla stazione meteorologica di Capo Bellavista.